# Amsterdamsch Tehuis voor Arbeiders
Het Amsterdamsch Tehuis voor Arbeiders, beter bekend als ATVA, is een appartementencomplex in Amsterdam-Centrum.

## Ligging
Het gebouw is gelegen aan de Marnixstraat 266-340 (in 2017), die hier de westelijke kade van de Lijnbaansgracht vormt. Het gebouw staat dus net buiten de Jordaan, maar wordt soms daartoe wel gerekend. In dit stuk van de Marnixstraat is dit nog het enige "antieke" gebouw. Het wordt in het noorden belend door het Hoofdbureau van Politie van Amsterdam aan de Elandsgracht 117 uit de periode 1939-1941, in het zuiden staat een complex uit de 21e eeuw op de plaats van de voormalige het Sint-Bernardusgesticht.

## Geschiedenis
Hier stond tot begin 20e eeuw de Amstel Suikerraffinaderij. Het Sint-Bernardusgesticht kocht de terreinen op, maar wilde die niet in haar geheel gebruiken. De gemeente had ongeveer tegelijkertijd een verzoek om grond ontvangen van het Amsterdamsch Bouwfonds voor de stichting van een volkslogement. De gemeente Amsterdam kocht de overgebleven grond en stelde het beschikbaar aan het bouwfonds, maar gebruikte ook een deel voor de inrichting van den fruitmarkt (die weer verdween voor genoemd politiebureau). Het bouwfonds wilde naar Engels (lodginghouse) en Duits/Oostenrijks (Männerheime/Ledigenheime) voorbeeld een tehuis voor ongehuwde mannen inrichten, ze nam daarbij deels de ideeën voor inrichting van die huizen over. Reden voor de bouw waren de "vuile en verderfelijke volkslogementen" voor alleenstaande arbeiders. De prijsstijgingen als gevolg van de Eerste Wereldoorlog gooiden roet in het eten.
Het geheel zou 410.000 gulden moeten kosten. Het door de gemeente te verlenen voorschot van dat bedrag werd goedgekeurd door het rijk middels een Koninklijk Besluit dat werd gepubliceerd in de Staatscourant van 25 maart 1914. In oktober werd het budget verruimd tot 510.000 gulden. De genoemde opleverdatum eind 1915 was te optimistisch. De uitschrijving van de aanbesteding vond pas plaats in december 1915 voor dit door de architect Jan Ernst van der Pek ontworpen gebouw. Diens vrouw Louise Went was overigens langere tijd secretaresse van het bouwfonds. In februari 1918 was dat voorschot opgelopen tot 780.000 gulden. Op 1 september 1918 werd het tehuis geopend door burgemeester Jan Willem Tellegen, waarbij slechts circa 45 al verhuurd waren, het liep daarna snel vol. De stijging in bouwkosten hadden tot gevolg dat de aanvangshuren voor woonruimten van 2,20 bij 2,90 meter, variërend van 2,50 tot 4 gulden per week, verhoogd moesten worden tot 4,20 tot 6,30 gulden. Dat was niet op te brengen door de beoogde huurders. Zo kwamen er in gebouw kantoorpersoneel, ambtenaren zoals politieagenten en vakwerklieden te wonen.
In 1931 werd bekendgemaakt dat er tot dan ongeveer 10.000 alleenstaande mannen gebruik hadden gemaakt van de kamers. Onder die 10.000 bevonden zich toneelspelers als Albert van Dalsum, Coen Hissink, Jac. De Haas en Adriaan Hooykaas, schrijver August Defresne, kunstenaar Erich Wichmann, etser Cornelis Brandenburg, zanger Clinge Doorenbos, politicus Cornelis Werkhoven van de SDAP.
In 1970 werd een ingrijpende verbouwing gedaan. Aangezien de (aanstaande) bewoners andere eisen stelden, werd het aantal woningen toen teruggebracht tot 171. Helaas betekende verbouwing destijds haast automatisch het aanbrengen van asbest. In 2016 werd het complex opnieuw gerenoveerd onder leiding van eigenaar Stadgenoot. Het asbest werd toen weer verwijderd en ramen werden geïsoleerd. De huur, inclusief verwarming, bedroeg toen al meer dan 500 euro per maand.

## Inrichting
Het Rotterdamse socialistisch dagblad Voorwaarts van 6 januari 1921 wijdde aan groot artikel aan dit complex, waarbij tevens de inrichting ter sprake kwam. Ze vermeldde dat er 350 kamers waren verdeeld over vier etages. Via centrale ruimten kon men via een deur het eigen appartement bereiken, dat tevens voorzien was van een raam dat open kon. In elke kamer stond een bed met staaldraad bodem, een kapokmatras met peluw en hoofdkussen, beddengoed werd aangepast al naargelang de weerssituatie. In de kamer bevonden zich tevens een tafeltje met daarboven een elektrische lamp, een stoel, een wasgelegenheid met spiegeltje en een afsluitbare losse kast. Op twee meter hoogte was een houten lijst gemonteerd, zodat bewoners eventueel kunstvoorwerpen konden ophangen. De vloeren waren voorzien van houtgraniet, de wanden bedekt met grijs behang. De bewoners moesten zelf “sfeer” regelen. De kamers hadden geen eigen toilet, urinoirs en toiletten bevonden zich om de zijgangen, waar zich ook poetskamers, voetbaden en badkamers bevonden. In het jaar van oplevering werd daar ook een ziekenzaaltje ingericht voor de slachtoffers van de Spaanse griep. De voetbadkamers werden destijds al nauwelijks gebruikt, zij werden soms omgebouwd tot kleine bedrijfsruimten, zoals bijvoorbeeld voor kleermaker en kapper. In het gebouw bevond zich ook een restaurant, in wezen een volksgaarkeuken, waar bewoners en niet-bewoners tegen gereduceerd tarief konden eten. Het aangeboden brood was echter voor de meeste bewoners al te duur, zodat men in hun eigen ontbijt ging voorzien. Wasgoed werd centraal eens per week verschoond, er werd schoongemaakt en als men zich niet hygiënisch gedroeg werd men uit het pand gezet. Door alle zaken kwam men uit op gemiddeld 18 gulden vaste lasten in de week. Er werd ook al snel een tekortkoming geconstateerd, bij lage temperaturen konden de kamers onvoldoende verwarmd worden. Er waren leeszalen met een bibliotheek van de Bond der Bewoners.

## Monumentenregister
De omschrijving van het monumentenregister vermeldde in 2017 onder meer:
- een bakstenen voorgel met vier risalieten, de twee hoekrisalieten hebben een schilddak, de twee middenrisalieten een plat dak
- overkragende gootlijsten met deels houten, deels gemetselde en versierde draagconsoles
- twee ingangen van ronde boogconstructies ter hoogte van de twee middelste zijvleugels; de linkeringang geeft ook toegang door de directeurswoning; de portieken hebben hardstenen trapjes van tien treden met natuurstenen trapleuningen; daarbij twee portiersruimten en uitgevoerd in troggewelf
- ramen op de begane grond met een boogconstructie, bovenverdiepingen juist rechthoekig
- over de gehele voorgevel zijn uitkragingen te zien.